# Gran Mesquita de Meknès
La Gran Mesquita de Meknès, al costat dels mercats i la Madrassa Bou Inania, es va establir al segle xii durant el regnat dels almoràvits i fou reformada al segle xiv.
A la façana principal hi ha una imponent porta amb un teuladell treballat. Les teules verdes del teulat i el minaret del segle xviii són notables per la seva aparença translúcida que els dona el llum del sol.